# Північний острів (Нова Земля)
Північний острів — острів архіпелагу Нова Земля, відокремлений від Південного острова вузькою протокою Маточкін Шар (2—3 км). Адміністративно входить в Архангельську область Росії. Площа острова 48 904 км², близько половини площі займають льодовики. Це другий за величиною острів Росії після Сахаліну.

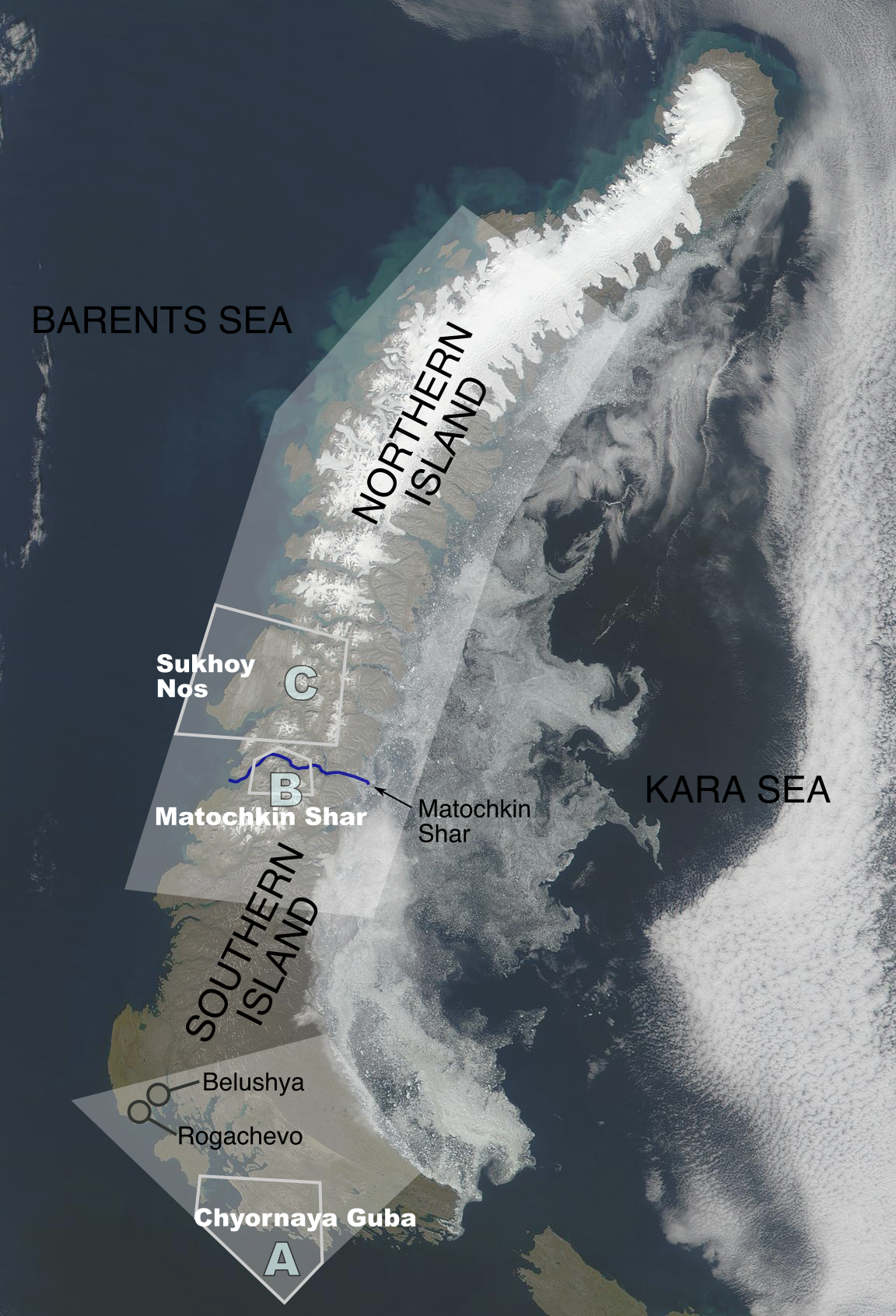
Карта

До 1950-х острів був заселений ненцями після чого їх змусили переселитись на материк. Архіпелаг став місцем ядерних випробуваннь. Зараз острів цілком контролюється російською армією.